# Naustdal
Naustdal és un antic municipi situat al antic comtat de Sogn og Fjordane, Noruega. Té 2.840 habitants (2016) i la seva superfície és de 369,29 km². El centre administratiu del municipi és la població homònima.